# ヤクルト本社
株式会社ヤクルト本社（ヤクルトほんしゃ）は、東京都港区に本社を置く、日本の飲料・食品・化粧品・医薬品メーカーである。マスコットキャラクターはヤクルトマン。コーポレート・スローガンは「人も地球も健康に」。

## 概要
乳酸菌飲料メーカーとしては国内最大手。国外売上比率は4割。海外では39カ国・地域に進出している（2019年8月時点）。
プロ野球チーム「東京ヤクルトスワローズ」（株式会社ヤクルト球団）の親会社である。そのため、杉浦享や青柳進、萩原多賀彦、五十嵐貴章、花田真人等の元スワローズの選手が何人か社員として在籍している。
また、陸上競技部（実業団）が存在。2007年（平成19年）からはbjリーグ（現B3.LEAGUE）「埼玉ブロンコス」のオフィシャルパートナーも務める。2013年（平成25年）からは日本プロサッカーリーグ（Jリーグ）「ジェフユナイテッド市原・千葉」のオフィシャルパートナーを務める。

## 沿革
- 1930年（昭和5年） - 代田稔、乳酸菌「ラクトバチルス・カゼイ・シロタ株」の強化、培養に成功。
- 1935年（昭和10年） -  現在の福岡市中央区唐人町で「代田保護菌研究所」を立ち上げ、ヤクルトの製造・販売を開始。初代社長は代田に賛同した永松昇。
- 1938年（昭和13年） - 「ヤクルト」の商標を登録。
- 1940年（昭和15年） - 販売組織「代田保護菌普及会」が各地に置かれる。
- 1955年（昭和30年） - （旧）株式会社ヤクルト本社設立、ヤクルトの製造販売を開始。
- 1960年（昭和35年） - クロレラを入れたクロレラヤクルトを発売。
- 1963年（昭和38年） - 主婦など女性を起用しての、「ヤクルトレディ（通称・ヤクルトおばさん）」による販売を開始。
- 1964年（昭和39年） - 初の海外事業所として、台湾ヤクルトが営業開始。
- 1968年（昭和43年） - ヤクルトの容器をそれまでのガラス瓶から、現行のプラスチック容器に変更。
- 1970年（昭和45年） - プロ野球・株式会社ヤクルト球団の親会社となる。
- 同年 - 発酵乳「ジョア」を発売。
- 1972年（昭和47年） - 現・ヤクルト本社が（旧）株式会社ヤクルト本社を吸収合併。いわゆる株式額面変更目的の合併。
- 同年 - 本社を東京都中央区八丁堀から汐留 （港区東新橋）に移転。
- 同年 - いわゆるヤクルトレディーによる「愛の訪問活動」を開始。
- 1974年（昭和49年） - スーパー等の量販店でパック売りを始めて売り上げを伸ばす。
- 1978年（昭和53年） - ビフィズス菌による発酵乳「ミルミル」を発売。
- 1980年（昭和55年） - 東京証券取引所第2部に上場。
- 1981年（昭和56年） - 東京証券取引所第1部に指定替え。
- 1998年（平成10年） - 熊谷直樹副社長（当時）による巨額損失事件発覚。会長・副社長が辞任。（後に副社長は特別背任罪により有罪確定。）「ヤクルト」が特定保健用食品の指定[3]。
- 2008年（平成20年） - 「ヤクルト」グッドデザイン・ロングライフデザイン賞。
- 2012年（平成24年） - アメリカ食品医薬品局、ラクトバチルス・カゼイ・シロタ株をGRAS（一般的に安全と認められる）に認定[4][5]。
- 2016年（平成28年） - 世界の乳製品1日平均販売本数が3500万本となる。
- 2020年（令和2年）4月1日 - 本社を新橋から竹芝のWATERS takeshibaに移転[6]。旧館は日本消防協会に貸与される。
- 2021年（令和3年）11月27日 - 東京ヤクルトスワローズが日本シリーズで優勝、20年ぶりの日本一に輝く。公式サイトの「日本一記念施策を実施」のページにアクセスが相次ぎパンクする。
- 2027年（令和9年） - ちばリサーチパーク内で千葉新工場が稼働予定[7]。

## 歴代社長
堀澄也までは『日本官僚制総合事典 : 1868-2000』による。
- 永松昇：1955年4月 - 1963年3月
- 代田稔：1963年3月 - 1970年3月
- 松園尚巳：1970年3月 - 1988年3月
- 桑原潤：1988年4月 - 1996年6月
- 堀澄也：1996年6月 - 2011年
- 根岸孝成：2011年 - 2021年6月
- 成田裕：2021年6月 - （現職）

## 研究・製造拠点
近年はスリム化のため工場の大規模化統合を進めていて、2015年には食品工場が本社5、子会社5に集約された。

### 研究所
- ヤクルト中央研究所（東京都国立市）

### 本社工場
福島工場を除き、一般の工場見学を予約制で受け付けている。少人数単位でも見学可能。
- 福島工場（福島県福島市）
  - 生産品目: 原料液、ミルミル、ミルミルᏚ、ソフール
- 茨城工場（茨城県猿島郡五霞町）
  - 生産品目: 原料液、Y1000
- 湘南化粧品工場（神奈川県藤沢市）
  - 生産品目: 化粧品
- 富士裾野工場・富士裾野医薬品工場（静岡県裾野市）
  - 生産品目: 原料液、ヤクルト1000、ジョア、医薬品
- 兵庫三木工場（兵庫県三木市）
  - 2012年8月20日以降順次操業開始[9]
  - 生産品目: 原料液、ソフール、ミルミル、BF-1、プレティオ
- 佐賀工場（佐賀県神埼市）
  - 生産品目: 原料液、ミルミルᏚ、Y1000

### 子会社工場
- 岩手ヤクルト工場（岩手県北上市）
- 千葉ヤクルト工場（千葉県四街道市）
- 愛知ヤクルト工場（愛知県日進市）
- 岡山和気ヤクルト工場（岡山県和気郡和気町）
- 福岡ヤクルト工場（福岡県筑紫野市）
いずれの子会社工場も、生産品目はヤクルト類である。

### 閉鎖された工場
- 長崎ヤクルト工場（長崎県諫早市、2006年9月閉鎖）
- ヤクルト本社札幌工場（北海道札幌市、2007年4月閉鎖）
- 岡山ヤクルト工場（岡山県岡山市、2007年5月閉鎖）
- 北陸ヤクルト工場（石川県石川郡野々市町、2007年8月閉鎖）
- ヤクルト本社静岡工場（静岡県静岡市駿河区、2009年4月閉鎖）
- ヤクルト本社京都工場（京都府宇治市、2012年8月閉鎖）
- ヤクルト本社福山工場（広島県福山市、2012年9月閉鎖）
- ヤクルト本社熊本工場（熊本県熊本市、2013年4月頃閉鎖）
- 大阪ヤクルト工場（大阪府寝屋川市、2015年閉鎖）
- 神戸ヤクルト工場（兵庫県神戸市西区、2015年閉鎖）
- 大分ヤクルト工場（大分県別府市、現：ヤクルト会館（ホテルサンバリー））

## 関係会社
- ヤクルト薬品工業[10]
- ヤクルト食品工業[10]
- エーアンドジー
- ヤクルトホール（旧ヤクルト本社ビルに併設されている多目的ホール　現在は日本消防協会の「ニッショーホール」）
- ヤクルト球団[1]（東京ヤクルトスワローズの運営会社）
- ヤクルト商事[1]
- ヤクルトマテリアル[1]
- ヤクルトヘルスフーズ[1]
- ヤクルトロジスティクス[1]
- ヤクルトライフサービス[10]
- 岡山和気ヤクルト工場[1]
- はこだてわいん
- ヤクルト販売各社（○○ヤクルト販売: ○○は東京、大阪、松山など）
- 海外法人（海外26カ国・地域でヤクルトを販売）
  - 韓国ヤクルト（2013年から行っている韓国プロ野球の公式スポンサー、ロシアでのラーメン販売も行っている）
  - 台湾ヤクルト[11]
  - 香港ヤクルト
  - タイヤクルト
  - フィリピンヤクルト
  - シンガポールヤクルト
  - インドネシアヤクルト
  - オーストラリアヤクルト
  - マレーシアヤクルト[1]
  - ベトナムヤクルト[1]
  - ミャンマーヤクルト[1]
  - インドヤクルトダノン
  - 中国ヤクルト[1]
  - 広州ヤクルト[1]
  - 上海ヤクルト[1]
  - 北京ヤクルト販売
  - ブラジルヤクルト商工[1]
  - メキシコヤクルト
  - アメリカヤクルト[1]
  - ヨーロッパヤクルト[1]
  - オランダヤクルト販売
  - ベルギーヤクルト販売
  - イギリスヤクルト販売
  - ドイツヤクルト販売
  - オーストリアヤクルト販売
  - イタリアヤクルト販売

## キリングループとの提携
キリンビールグループと2005年（平成17年）6月に包括事業提携の覚書を締結。清涼飲料水や健康・機能性食品事業の共同展開を開始した。
- かつてはヤクルトの自社ブランドの製品として、缶コーヒー「珈琲たいむ」や紅茶飲料「Tea le ra」のみを販売していたが、キリンビバレッジと提携し、「FIRE」「午後の紅茶」についても、ヤクルトの自動販売機で販売している。ダノングループのミネラルウォーターでキリンビバレッジが販売している「ボルヴィック」も取り扱うようになった。
- 2006年（平成18年）10月1日、ヤクルト本社と共同で、キリン ヤクルト ネクストステージ社を設立。両社の健康・機能性食品事業を統合し、両者のチャネルで販売を開始。2007年（平成19年）1月にはキリン ウェルフーズ社を分割し、主な事業を継承。しかし、2009年（平成21年）4月にはヤクルト本社の完全子会社となり、ヤクルトヘルスフーズに社名変更した。

## ダノン社との関係
フランスの乳製品メーカーであるダノン社は、欧米の食品メーカーからの敵対的買収を防ぐために、先手を打ってヤクルト本社の買収を計画、企業規模を拡大することで生き残りを模索した経緯がある。独自路線を指向したヤクルト本社側の猛烈な抵抗により破談となったが、結果的に筆頭株主 (20%)となった。
このような背景もあり、2004年（平成16年）より海外の乳酸菌事業でダノン社との提携が行われている。なお、国内でダノンジャパン（ダノン社の日本法人、旧社名: カルピス味の素ダノン）がヨーグルト事業を展開しており、主要販売先として味の素がかかわっているため、インドをはじめとした日本国外に限っている。
戦略提携関係は2013年4月で終わったが、引き続き協業関係を維持するため新たに覚書を交わしている。
ダノンは2018年3月27日、ヤクルト株を一部売却し、持ち株比率は21.3％から6.6％に低下した。その後、2020年にヤクルト本社の株式をすべて売却し資本関係に終止符が打たれた。

## 主な製品

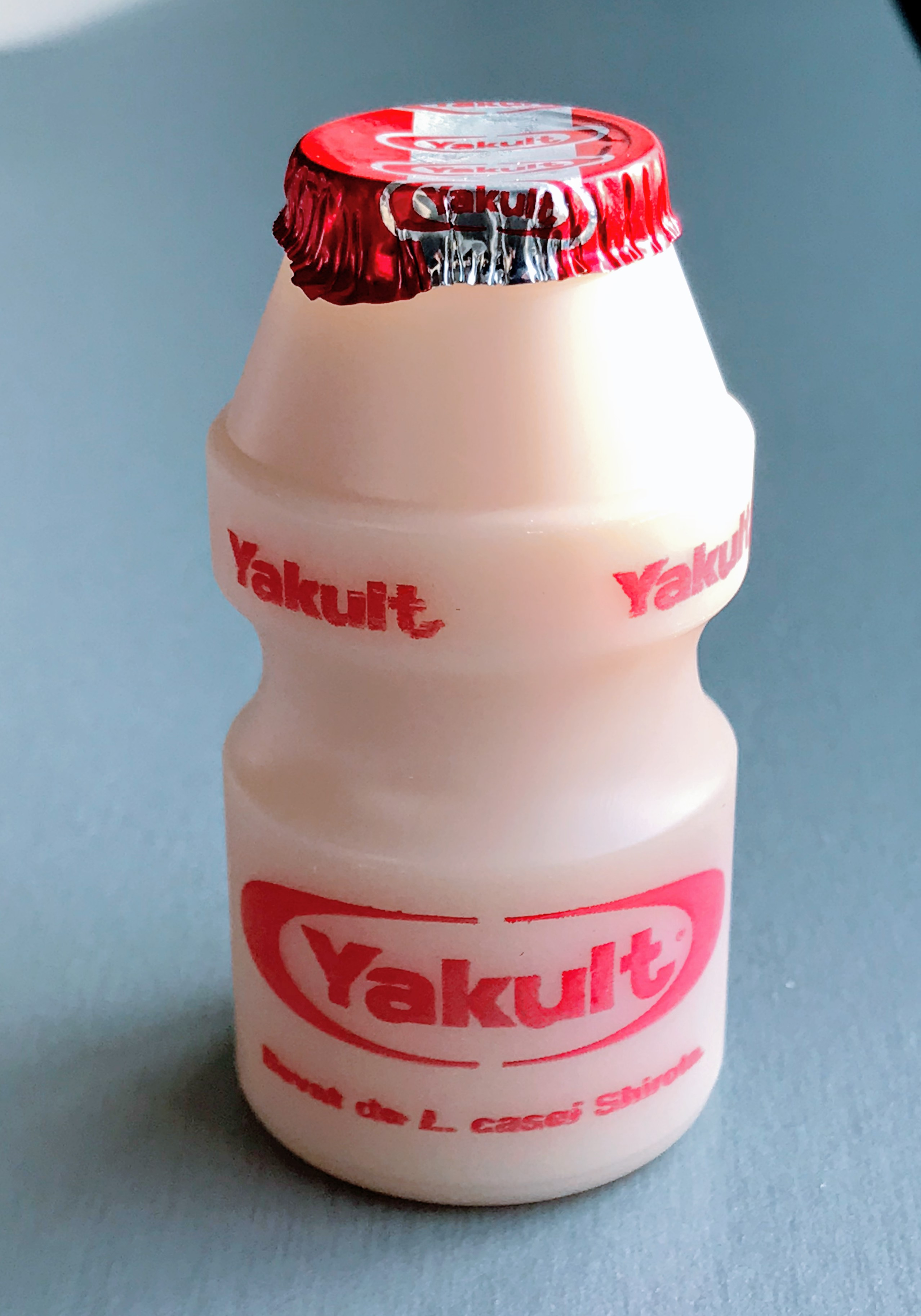
ヤクルトの容器

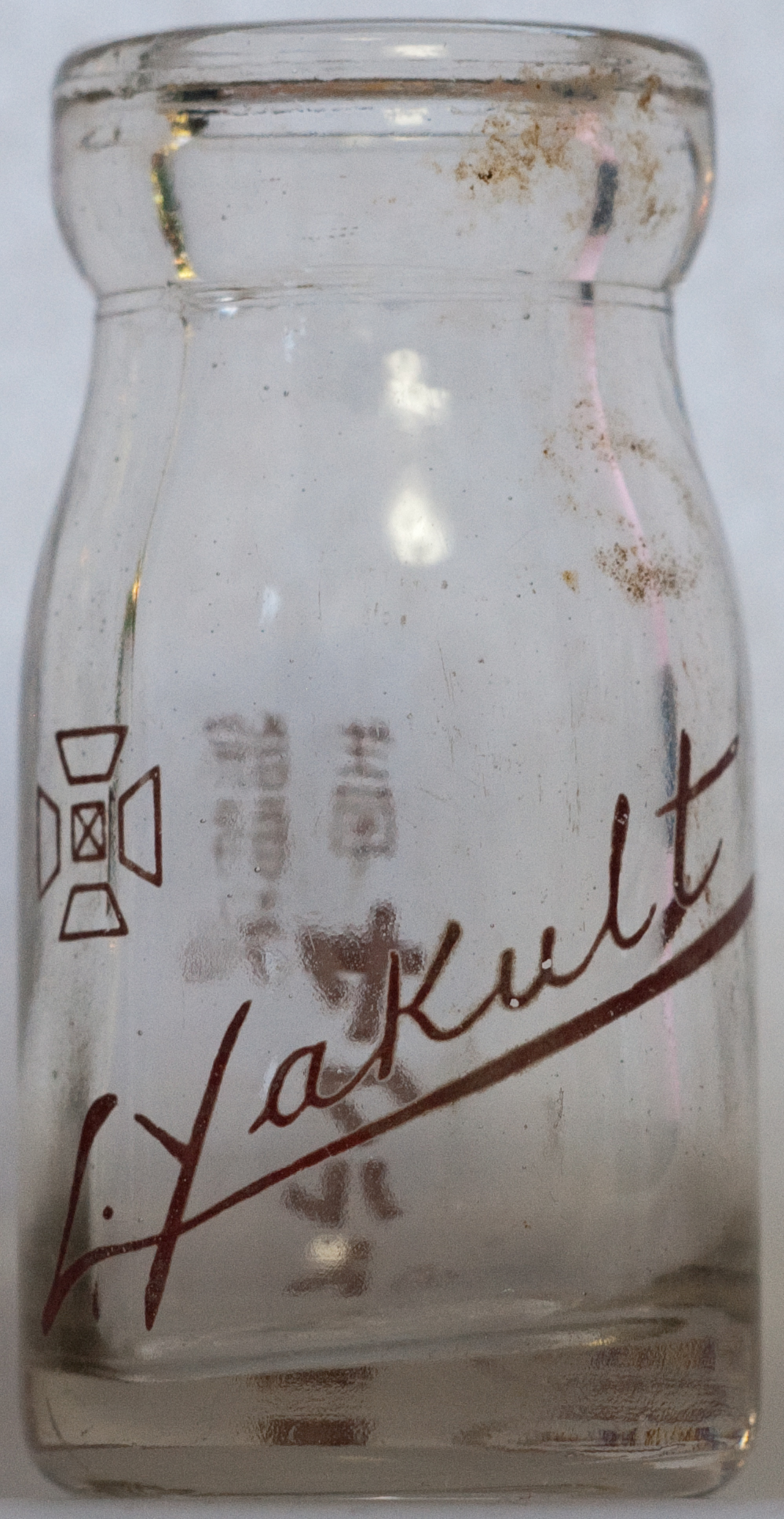
以前のヤクルトガラス瓶

販売ルートは、ヤクルトレディによる訪問販売と、スーパーマーケットやコンビニエンスストアなどの量販店・食料品店の店頭、自動販売機がある。
太字はヤクルトレディによる専売品。

### ヤクルト
ヤクルト本社により製造・販売されている乳酸菌飲料である。「Yakult」はエスペラント語でヨーグルトを意味する「Jahurto」（ヤフルト）から作られた造語。
ヤクルトを代表とする「乳製品乳酸菌飲料」が、その創始者である代田博士により「日本国民の健康に広く寄与する」ために国内に広められて以来、「明治 がんばれ元気」（明治乳業(現・明治)）、「ローリーシリーズ」（雪印ローリー→雪印ラビオ→カゴメラビオ→カゴメ）、「クロレラライトシリーズ」（クロレラライト本社）等、類似商品が多数製造・発売されている。これらは「発酵乳」製造技術を持つ企業による製品であり、多くの製品が「L. casei (学名: Lactobacillus casei)」という種名の乳酸菌が利用されている。近年では「L. casei」の中でも株名（ヤクルトでは「シロタ株」）までこだわった商品も多く、特定の菌株ごとの健康効果をPRしている。
- Newヤクルト - 特定保健用食品。2013年11月4日に旧「ヤクルト」よりリニューアル。1本（65mlポリスチレン容器）中のシロタ菌が旧商品の150億から200億に増えていることが特徴となっている。
  - かつてはガラス瓶入りだったが、Newヤクルトの前身のオリジナルのヤクルトは1968年（昭和43年）に剣持勇のデザインによるポリスチレン製容器に変更された。特徴的な容器のくびれは、元々は生産ラインのガイドベルトにあわせるために作られたもの。しかしこのくびれによってガラス瓶の時と同じ高さとなり、また持ちやすさ・飲みごたえ等の利点となった。アルミキャップの色は、発売当初1週間分の7色が存在したが、現在は赤色のみ[14]。
- Newヤクルト カロリーハーフ - 「ヤクルト カロリーハーフ」のリニューアル商品。前述の「Newヤクルト」に比べて熱量を約50%カットした乳飲料。
- ヤクルトファイブ
- ヤクルト400 - 特定保健用食品。「L. casei シロタ株」が400億個含有されている。免疫力が高まる。
- ヤクルト400LT - 特定保健用食品。ヤクルト400よりもカロリー（30%カット）と甘さ（25%低減）を抑えたライトタイプ。免疫力が高まる。
- ヤクルト400W - 機能性表示食品。腸内環境を改善してお通じを改善する。
- Yakult1000/Y1000 - 機能性表示食品。ストレス緩和・睡眠の質向上。「L. casei シロタ株」が1000億個（Yakult1000）もしくは1100億個（Y1000）含有されている。

### ヨーグルト類
- ジョア（飲むヨーグルト）特定保健用食品 - 1970年発売[15]。現在はプレーン、ストロベリー、ブルーベリー、マスカット、季節限定品の5種類がある。
- ソフール（ハードタイプヨーグルト）特定保健用食品 - 現在はプレーン、ストロベリー、LT、元気ヨーグルトの4種類がある。
- ジョア（食べるタイプ）（ソフトタイプヨーグルト）
2012年10月発売。現在はアロエ、ブルーベリーの2種類がある。2019年終売。
- ミルミル（新）
2010年3月発売。子供から大人までの幅広い層を対象とする。一般的な飲むヨーグルトにはない独特のミルク風味が特徴。更に強化されたB.ブレーベ・ヤクルト株を100億個以上含有。虫歯の原因とならないパラチノースを使用している。
- ミルミルS
ガラクトオリゴ糖などの栄養成分が含有。
- ビーエフワン (BF-1) - B. bifidumBF-1株とS. thermophilusを使用。
- プレティオ 特定保健用食品 - 血圧が高めの人を対象とした商品。

### その他の食品・飲料
- タフマン - 栄養ドリンク（栄養機能食品）
- 調整豆乳 - 特定保健用食品 - 国産大豆を100%使用。コレステロールが気になる方におすすめの豆乳飲料。
- ラックミー - 豆乳飲料。
- 蕃爽麗茶 - 特定保健用食品
ブレンド茶。グァバ葉ポリフェノール等の成分を配合したためか、独特な香りと風味を醸し出す健康なお茶に仕上がっている。体内の糖の吸収を抑える効果が期待できる。
- 蕃爽麗茶・香ばし風味 - 特定保健用食品
体内の糖の吸収を抑える効果が期待できる。蕃爽麗茶よりも「飲みやすくした」お茶
- グロビンONE - 特定保健用食品
- オリゴ糖入り梅ドリンク - 特定保健用食品
- きになる野菜 - 野菜ジュース
- レモリア
- さっぱりりんご
- 珈琲たいむ - コーヒー、ならびにコーヒー飲料。
近年キリングループと提携したことにより製造量は縮小。自動販売機では缶入りはキリンビバレッジの「FIRE」に置き換えられるところが増えつつあり、現在はヤクルトレディと一部の自動販売機によるブリックパックタイプでの販売が主となっている。（山梨の協力会社で製造）
- ミルージュ - ヨーグルト風味の乳性飲料。
- ヤクルトラーメン麺許皆伝
インスタント麺（袋麺）。かつては麺にクロレラが練りこんであるため緑色であったが、2011年上期をもってクロレラの練り込みは行われなくなった。2012年10月に国産大麦若葉の粉末青汁練りこみ麺にリニューアルされ緑色の麺に戻った。なお、サブタイトルにある“麺許皆伝”とは、“麺”と“免許免許皆伝”にかけてもじった造語である。尚、この商品は店頭では販売されていない。
東京ヤクルトスワローズの寮（戸田寮）で食事として出されているという[16]。
- ヤクルト佐賀の神埼名水シリーズ、ヤクルト手延べそうめん
麺類は全て佐賀県神埼市にある子会社のヤクルト食品工業にて製造。子会社の独自ブランドとして「麺物語本舗」があり、このブランドの商品はヤクルトルートでは買えない。

### 健康食品
- マルチプロバイオティクスサプリメント - 乳酸菌シロタ株（ヤクルト）とビフィズス菌BY株（ミルミル）を含む顆粒状菌末。
- サプリズム（各種サプリメント）
- ごくごく飲める大麦若葉
- 毎日うれしいケールの青汁
- ハイパーケール
- ローヤルゼリー

### 化粧品
- 化粧品（ヤクルト本社の化粧品本部が担当する）

### 医薬品
先発医薬品
- カンプト点滴静注
- エルプラット点滴静注液
- オペプリム
- ノイアップ注
- シンセロン錠

後発医薬品
- ビオラクチス散
- レボホリナート点滴静注「ヤクルト」
- シスプラチン点滴静注「マルコ」
- ゲムシタビン点滴静注用「ヤクルト」
- フルタミド錠125「KN」
- イマチニブ錠「ヤクルト」
- ゾレドロン酸点滴静注「ヤクルト」

### かつて販売されていた商品
- ヤクルト - 2013年まで販売されていたオリジナルのヤクルト
- ヤクルトLT
- ヤクルトカロリーハーフ
- ヤクルト80
- ヤクルト80Ace / ヤクルト80Ace LT（カロリー50%カットタイプ）- 特定保健用食品。鉄分（クエン酸鉄）、ガラクトオリゴ糖、ビタミンC、ビタミンDが含有。後継はヤクルト300Vシリーズ、ヤクルトSHEs。
- ヤクルト300V / ヤクルト300V LT（カロリー35%カットタイプ）- ビタミンE、ビタミンC、ガラクトオリゴ糖が含有されている。後継はヤクルトAce。
- ヤクルトAce - ビタミンC、ビタミンD、ガラクトオリゴ糖（英語版）が含有されている。
- カップ de ヤクルト - 2015年11月30日から2016年3月までの期間限定発売[17]。
- ヤクルトSHEs（シーズ）- 女性向けに成分を見直した商品。コラーゲン配合。後継はヤクルトフルーティ。
- ヤクルトフルーティ - 女性向けに成分を見直した商品。カシス果汁配合。
- ヤクルト200 - 「西暦2000年」を記念して2000年限定発売。「L. casei シロタ株」を200億個含有。
- ヤクルトゴールド - シニア層に向けた高付加価値商品。グルコサミンやローヤルゼリーなどを配合。
- Yakult Dolce（ヤクルトドルチェ） - ヤクルト風味のヨーグルト。2013年9月30日から2014年3月までの期間限定発売[18]
- ミルミル（旧）
主に乳幼児を含む子供を対象としていた。にんじんジュースを使用した独特の風味が特徴。B.ブレーベ・ヤクルト株を100億個以上含有。カルシウム、ビタミンA、ビタミンD、DHA、ラクトフェリンなども含有されていた。1978年発売開始、2005年9月に販売終了。2010年2月まで後継はビフィーネM。
- ミルミルE
主に成人を対象にしていた。B.ブレーベ・ヤクルト株を100億個以上含有。ビタミンE、ビタミンC、EPAなども含有されていた。名称の「E」はビタミンEから。1996年発売開始、2005年に発売終了。2010年2月まで後継はビフィーネM。
- ビフィール
主に女性を対象にしていた。B.ブレーベ・ヤクルト株を100億個以上含有。さらに鉄分、葉酸、ガラクトオリゴ糖、ビタミンB6、ビタミンB12、食物繊維、コラーゲンも含有。後継はビフィーネS。
- ビフィーネM
長年販売された「ミルミル(旧)」の事実上の後継商品として2005年10月発売。後継はミルミル(新)。
- ビフィーネV
2005年10月発売。
- ソフール LCS100
乳由来の原料のみを使用したプレーンタイプのヨーグルトで、乳由来のカルシウムが120mg／個含有。
- ピュアラ
特定保健用食品。後継はジョア（食べるタイプ）。
- ソーピード - スポーツドリンク
世界的に有名な水泳選手・イアン・ソープが監修を務めた、ヨーグルト由来のスポーツドリンク（乳性）。主にスーパー・コンビニ・小売店を中心に、ヤクルトの自販機でも売られていた。
- マイタイム
- ライス98

他、多数

### 価格理念
創始者の代田稔は、多くの人の健康に寄与すべく「ハガキ1枚程度の値段で買えるヤクルト」を経営標語とした。

## CM出演者
（太字は現在放映中のCM出演）
- ヤクルトレディ(ヤクルトおばさんとも呼ばれる)
- ちあきなおみ（ジョア）
- 小柳ルミ子（ジョア）
- 大滝裕子（ジョア）、（タフマン：武上四郎と共演）
- 夏川結衣（ジョア、REVECY（化粧品））
- ソフトクリーム（ジョア：荒木大輔と共演）
- 深津絵里（ジョア）
- はな（ジョア、ソフール、ピュアラ）
- 剛力彩芽（ジョア、企業CM「菌未来レポート」）
- SixTONES（ジョア）
- 仲里依紗（ジョア）
- 城桧吏（ヤクルト）
- 清水由貴子（ヤクルト）
- 十朱幸代（ビフィール）
- 豊嶋花（ヤクルト）
- 伊東四朗（タフマン、ヤクルト400、蕃爽麗茶：ナレーション）
- 伊東孝明（タフマン：父である伊東四朗と共演)
- 松岡昌宏（タフマン）
- メイプル超合金（タフマン）
- 亀梨和也（KAT-TUN。タフマン）
- とんねるず（珈琲たいむ）
- 川口春奈（ミルージュ、ヤクルト400W）
- 山根康広（ミルージュ）
- 所ジョージ（ミルージュ：CMソング歌唱）
- グッチ裕三（ビフィーネ）
- 陣内貴美子（ビフィーネ）
- 谷啓（蕃爽麗茶：ナレーション）
- たなべ勝也（蕃爽麗茶）
- イアン・ソープ（ソーピード）
- 渡辺謙（ヤクルト400）
- 松坂桃李（ヤクルト400）
- 入江陵介（ヤクルト400）
- 中西紅葉（ヤクルト400）
- 嶺岸煌桜（ヤクルト400）
- 宮澤エマ（ヤクルト400LT）
- 関根勤 （ソフール）
- 内田有紀（ソフール）
- 貴家堂子（ミルミル：ナレーション）
- 八代駿（ミルミル：ナレーション）
- 高見知佳（ミルミル）
- 滝口順平（ミルミル：ナレーション）
- 武田鉄矢（ミルミル）
- 増岡弘（ミルミル：ナレーション）
- 平手友梨奈（欅坂46。ミルミル）
- 辺見えみり（ミルミル）
- いきものがかり（ミルミル：CMソング「アイデンティティ」も担当）
- 池江璃花子（ミルミル）
- 森高千里（パラビオ、ラクトデュウ）
- IKKO（ラクトデュウ）
- 福澤朗（企業CM「腸人会議」、企業CM「菌未来レポート」）
- 荒川静香（企業CM「腸人会議」シリーズ）
- 山城雄一郎（順天堂大学大学院特任教授。企業CM「腸人会議」）
- 吉瀬美智子 （ヤクルトAce）
- 大泉洋（ヤクルトレディ「ヤクルトさん」シリーズ、企業CM「科学するヤクルト」、ヤクルト400）
- 藤井美菜（ヤクルトレディ「ヤクルトさん」シリーズ、ラクトデュウ、ヤクルト400）
- 渡辺麻友（ヤクルトレディ「ヤクルトさん」シリーズ）
- 野間口徹（ヤクルトレディ「ヤクルトさん」シリーズ）
- 欅坂46（タフマンリフレッシュ）[20]
- 佐藤琢磨（ヤクルト1000）
- 菅原小春（ヤクルト1000）
- 貴景勝（ヤクルト1000）
- 尾上菊之助（ヤクルト1000）
- 秋元康（ヤクルト1000）
- 辻井伸行（ヤクルト1000）
- 蜷川実花（ヤクルト1000）
- MISIA（Y1000）
- 森崎博之（ヤクルト400W、北海道限定）
- 梶裕貴（Yakult（ヤクルト）1000：Web-CM）[21]
  - この内、伊東、大泉、剛力、川口、藤井は2016年4月から放送の「みんなのヤクルト」シリーズのCMに共同出演している。

### ヤクルト球団関係者
（ヤクルトアトムズ→ヤクルトスワローズ→東京ヤクルトスワローズの選手・監督・コーチを務めた人物。太字は現役選手として在籍中）
- 若松勉（野菜ジュース ストライカーの商品ラベルのイラストも若松がモデルといわれている）
- 荒木大輔（ジョア）
- 武上四郎・中西太（タフマン）
- ボブ・ホーナー（ヤクルト）
- 広澤克実・池山隆寛・荒井幸雄（ストライカー）
- 古田敦也（ヤクルト）- 妻の中井美穂と共演。
- 山田哲人・川端慎吾・畠山和洋・小川泰弘・真中満（タフマン）
- 村上宗隆（ヤクルト1000）

## 提供番組
テレビ番組
現在
- めざましどようび（フジテレビ）
- 千鳥の鬼レンチャン（フジテレビ）
- スワローズキッズアカデミー（フジテレビ） - 現在の筆頭かつ一社提供。
- バナナサンド（TBS）
- 報道ステーション（テレビ朝日） - 毎週木曜日に提供。
- ZIP!（日本テレビ）
- ヒルナンデス!（日本テレビ系）
- 1億人の大質問!?笑ってコラえて!（日本テレビ）
- サタふく（福島テレビ）
- 日曜ビッグバラエティ（テレビ東京）
- シナぷしゅ（テレビ東京）ほか

過去
- JNN NEWS（平日・昼 TBS）
- 金曜ドラマ（TBS）
- フレッシュ!（TBS）
- クイズ100人に聞きました（TBS） - YKKファミリーアワー時代にライオンとともにヒッチハイク提供
- ZOO-1グランプリ（CBC・TBS共同制作）
- ダウンタウンのごっつええ感じ（フジテレビ）
- おはよう!ナイスデイ (フジテレビ) → 情報プレゼンター とくダネ!（フジテレビ） → めざまし8（フジテレビ）
- ホンマでっか!?TV（フジテレビ）
- 木曜劇場（フジテレビ、2018年4月から）
- 金曜エンタテイメント→金曜プレステージ（フジテレビ）
- 土曜プレミアム（フジテレビ）
- ボクらの時代（フジテレビ）
- Mr.サンデー（フジテレビ・関西テレビ共同制作）
- なんてったって好奇心（フジテレビ）
- スワローズCafe（フジテレビ、秋田テレビ）- 単独提供番組。秋田テレビではこまちスタジアムでの主催試合（年1回）開催前に放送されていた。
- 欽ちゃんのどこまでやるの!?（テレビ朝日）
- クイズプレゼンバラエティー Qさま!!（テレビ朝日）
- 真相報道 バンキシャ!（日本テレビ）
- ダイヤル110番（日本テレビ）
- 夫婦百景（日本テレビ）
- どんとこい、天才!（日本テレビ）
- かしましやでェ!（日本テレビ）
- 木曜9時枠連続ドラマ（読売テレビ）
- AKBINGO!（日本テレビ）※ノンスポンサー
- 1番ソングSHOW（日本テレビ）
- 踊る!さんま御殿!!（日本テレビ、2016年4月から）
- 笑点（日本テレビ）
- 銀BURA天国（テレビ東京）
- 科学ミチル。（BSジャパン）※単独提供
- 24時間テレビ 「愛は地球を救う」（日本テレビ系・NNN30局・沖縄テレビ・2014年 - 2019年）
- 知ってニャるほど!ヘルシスト[22]（TBS、BS-TBS） - 現在の筆頭かつ一社提供。
- ひそねとまそたん（TOKYO MX、BSフジ他）- 筆頭かつ単独提供番組（毎日放送など一部局を除く）。作中に当社商品が実名で登場する。BS版はヤクルトの一社提供である。
- BSいきものがかり（BSフジ） - ミルミルのCM限定

ラジオ番組
- 純喫茶・谷村新司（文化放送）
- さだまさしのセイ!ヤング（文化放送 1980年代に提供。途中、東鳩製菓（現：東ハト）に交代）
- 伊東四朗・吉田照美 親父熱愛（文化放送 15時台スポンサー。16時台はカウキャッチャー・ヒッチハイク）
- 新宿音楽祭（文化放送）
- オールナイトニッポン（ニッポン放送）
- ヤクルト中村雅俊のまかせてホリデー（ニッポン放送）
- うえやなぎまさひこのサプライズ!（ニッポン放送）
- 垣花正 あなたとハッピー!／春風亭一之輔 あなたとハッピー!「健康一番 ヤクルトハッピーライフ」（ニッポン放送）
- ことばのたまてばこ（CBCラジオ）
- Yakult presents 小さな小さな物語（TOKYO FM・JFN）- 2011年10月2日〜2024年3月31日の日曜昼に放送。
- ヤクルトヘルシーブレイク（FM青森）- 青森ヤクルトグループが提供。
- 爆笑問題の日曜サンデー・14時台後半コーナー「ヤクルト presents 1日1本ちょースッキリ評議会」（TBSラジオ） - 一部のJRN地方局にもネットされるが、ネット局ではノンスポンサー扱いで放送。
- Yakult1000Music（Kiss FM KOBE） - 兵庫県ヤクルトグループが提供。

ほか

### 世界水泳公式飲料
ヤクルトは2005年世界水泳モントリオール大会の公式飲料として、Finaに認定された。番組を独占中継しているテレビ朝日とBS朝日では「アントニオ君」を起用したTV-CFを数回に渡ってオンエアし続けてきた。また、試合会場にはヤクルトの容器を模した広告看板が目立つところに置かれている他、表彰式の際にはパネル等を通じて"Yakult"の文字がTVカメラに映るようになっている。

### 陸上競技部
ヤクルトには中・長距離種目の選手が所属する陸上競技部があり、東京マラソン初代王者のダニエル・ジェンガなどが所属している。過去には、駒澤大学陸上競技部監督の大八木弘明や、明治大学体育会競走部駅伝監督の西弘美なども所属した。またニューイヤー駅伝の常連チームでもある。陸上競技部の寮はスワローズの二軍寮であるヤクルトスワローズ戸田寮の隣にある（スワローズが現在の戸田寮が完成するまで使用していた建物）。

#### 現在の主な所属選手
- ダニエル・ジェンガ
- 池田宗司
- 高宮祐樹
- 八木沢元樹
- 高久龍
- 小椋裕介
- 𠮷川洋次
- 中村大聖
- 奈良凌介
- 荻久保寛也
- スタンネリー・ワイザカ・ブルー

### その他のスポーツ
- ヤクルトレビンズ（ラグビー部）
- ヤクルト本社バレーボール部

## トリビア
- ヤクルトの類似商品に「ピルクル」があり、少なくとも東海エリアでこれもヨーグルトを捩ったような「ヨーク」もある。なおヨークを販売している愛知ヨークは元々ヤクルトの製造販売をする会社だった。
- ジョアのコマーシャルソング「ヤクルト・ジョア」（曲名は「ヤクルト・ジョアのうた」「ジョアのうた」と表記されることもある）の作詞・作曲は浜口庫之助が担当。オリジナルの歌唱は小柳ルミ子であり、1972年5月から放送された[23]。小柳版の音源はCD『浜口庫之助CM大全』に収録。その後2008年に深津絵里、2012年には剛力彩芽が同曲をカバーするCMが放送されている。
- オランダ・アムステルダム中央駅目の前の旧証券取引所建物内にヤクルトザールというクラシック音楽用コンサートホールがある。内部にはヤクルトのロゴがありヤクルトが出資者である。ネーデルラント・フィルハーモニー管弦楽団が本拠地としている。付属の小ホールはアガザールと呼ばれている。ガウデアムス国際音楽週間の作曲コンクール授賞式も例年ここで行われている。
- 2001年（平成13年）制作の企業PRビデオには三倉茉奈・佳奈の二人が出演している。
- ヤクルト本社ビル1階にある喫茶店「ブラジリア」には、自社製品のヤクルト400とタフマンを混ぜ合わせたドリンク「ヤクマン」(500円)が存在し、人気メニューとなっている。ちなみに「ヤクマン」におけるヤクルト400とタフマンの配合比率は秘密とのこと[24]。ちなみに同喫茶店には他にも「タフマンフロート」等のメニューがあるほか、スワローズグッズの販売も行っている[25]。
- 毎年夏の神宮外苑花火大会のメイン協賛スポンサーを長年務めており、ヤクルト提供の花火打ち上げ直前には本社製品のCM出演者が出演するカウントダウン用の特別映像が神宮球場をはじめとする各会場のビジョンに映し出される。この特別映像による演出は2013年から行われており、これまでに剛力彩芽（2013年・2015年）[26]、川口春奈（2014年）[27]、伊東四朗（2016年）[28]、メイプル超合金（2017年）[注 1]が出演している。なお、2018年はCM出演者ではなく、ヤクルトのオリジナルキャラクターである「ヤクルトマン」[29]が出演した。
- フジテレビジョン、フジサンケイグループとは日本の民放局では関係が一番深い。ヤクルト球団の前身は「サンケイアトムズ」。また、1999年まで開催されていた「ヤクルトレディースゴルフトーナメント」は、テレビ西日本をキー局としてフジテレビ系で全国中継されていた。

## テレビ番組
- 日経スペシャル ガイアの夜明け 13億人に届けろ 〜中国に挑むニッポン式宅配〜（2003年9月16日、テレビ東京）[30]。- 中国・広州に進出し現地での「ヤクルトレディー」による訪問販売を取材。